# Ustekinumab
Ustekinumab is een monoklonale antistof die interleukine-12 en -23 blokkeert. Het is een biological en wordt gebruikt om gewone of "plaque" psoriasis te behandelen. Interleukine-12 en 23 zijn cytokines die bij psoriasis verhoogd voorkomen en de ontsteking mede veroorzaken. Ustekinumab wordt voorgeschreven bij volwassen patiënten met matige tot ernstige psoriasis wanneer andere systemische therapieën op basis van methotrexaat of ciclosporine niet werken of wanneer die niet verdragen worden.
Ustekinumab werd ontwikkeld door Centocor BV in Leiden, dat in 2011 van naam veranderde in Janssen Biologics BV. Het wordt verkocht onder de merknaam Stelara door Janssen-Cilag. Stelara is op 16 januari 2009 toegelaten in de Europese Unie. Stelara is een injectieoplossing, geleverd in gebruiksklare injectienaalden met 0,5 of 1 ml oplossing, bevattende 45 resp. 90 mg ustekinumab. Het moet subcutaan geïnjecteerd worden.

## Bijwerkingen
Stelara vertoont een aantal ernstige bijwerkingen. Het kan het risico op infecties verhogen en latente infecties reactiveren. Vooral infecties van de bovenste luchtwegen komen zeer vaak voor. Andere veel (1-10%) voorkomende bijwerkingen zijn depressie, hoofdpijn, duizeligheid, vermoeidheid, diarree, rug- en spierpijn. Het middel heeft ook een verhoogd risico op bepaalde kwaadaardige tumoren. 
Overgevoeligheid voor het middel kan leiden tot huiduitslag en netelroos.

## Waarschuwing na registratie
Op 21 november 2014 was de firma Janssen verplicht een brief uit te sturen waarin werd gewaarschuwd voor ernstige huidproblemen zoals dermatitis exfoliativa en huidexfoliatie, een extreme huidschilfering.

## Ziekte van Crohn
Uit een klinische studie blijkt dat ustekinumab potentieel heeft voor de behandeling van de ziekte van Crohn.